# Joseph Bouck
Joseph Bouck (* 22. Juli 1788 auf Bouck’s Island, New York; † 30. März 1858 in Middleburgh, New York) war ein US-amerikanischer Politiker. Zwischen 1831 und 1833 vertrat er den Bundesstaat New York im US-Repräsentantenhaus. Der Kongressabgeordnete Gabriel Bouck war sein Neffe.

## Werdegang
Joseph Bouck wurde ungefähr fünf Jahre nach dem Ende des Unabhängigkeitskrieges auf Bouck’s Island bei Fultonham im Schoharie County geboren. Er besuchte Dorfschulen in seinem Heimatbezirk. Danach war er bis zu seinem Umzug nach Middleburgh viele Jahre lang in der Landwirtschaft tätig. 1828 arbeitete er als Inspektor für Straßennutzungsgebühren (turnpike roads) im Schoharie County. Politisch gehörte er der Jacksonian-Fraktion an. Bei den Kongresswahlen des Jahres 1830 für den 22. Kongress wurde Bouck im zwölften Wahlbezirk von New York in das US-Repräsentantenhaus in Washington, D.C. gewählt, wo er nach dem 4. März 1831 die Nachfolge von Peter J. Borst antrat. Er schied nach dem 3. März 1833 aus dem Kongress aus. Nach seiner Kongresszeit lebte er wieder in Middleburgh, wo er am 30. März 1858 verstarb. Sein Leichnam wurde auf der Grabstelle seines Sohnes auf dem Middleburgh Cemetery beigesetzt.